# KV40
KV40 es una tumba egipcia situada en el Valle de los Reyes, muy próxima a la KV26, en la zona sur de la rama suroeste del uadi. Se calcula que es de la época de la Dinastía XVIII.
Se desconoce quién era su propietario, aunque se cree que no era un miembro de la realeza. La tumba se encontró en muy mal estado y rellena de escombros;, sólo la parte superior del pozo era accesible. Fue excavada superficialmente en 1899 por Victor Loret, pero no publicó ningún informe sobre sus descubrimientos. 
En 2013 durante una operación de limpieza y desescombro más a fondo, se descubrió que había sido empleada como escondite y almacén de momias, hallándose numerosos restos de ajuares funerarios, vasos canopes, vendas, trozos de sarcófagos y momias desmembradas de hombres, mujeres y niños, algunos bebés. Un total de sesenta cuerpos de príncipes, princesas y esposas secundarias de los tiempos de Thutmosis IV y Amenhotep III (XVIII dinastía), siendo a posteriori reutilizada como tumba por una familia de sacerdotes durante el siglo IX a.c.

## Descripción
Está orientada hacia el norte, en 25°44′N 32°36′E / 25.733, 32.600, en la gobernación de Qena, que en su momento fue Uaset (El Cetro), el cuarto nomo del Alto Egipto.  
Medidas
- Anchura mínima: 2 m
- Anchura máxima: 2 m
- Longitud total: 2,24 m
- Superficie total: 3,57 m²

Situación